# CAF Confederation Cup
De CAF Confederation Cup (officieel Total CAF Confederation Cup)  is een jaarlijks door de CAF georganiseerde voetbalbekercompetitie die in het seizoen 2004 van start ging als vervanging van de CAF Beker der Bekerwinnaars. Ook de CAF Cup werd in deze competitie geïntegreerd. Na de CAF Champions League is de CAF Confederation Cup de belangrijkste clubcompetitie in Afrika.

## Geschiedenis
De CAF Confederation Cup werd opgericht in 2004. De trofee werd vernoemd naar Moshood Abiola, een Nigeriaanse zakenman, uitgever en politicus en tevens de eerste directeur van sport in onafhankelijk Nigeria.
De CAF Cup was het idee van de toenmalig president van de CAF, Issa Hayatou, die met succes het jaar 1992 het jaar van het Afrikaanse voetbal maakte. Het toernooi werd gestart kort na de succesvolle Africa Cup in 1992, waarbij twaalf finalisten voor het eerst deelnamen aan de competitie in de geschiedenis van de Afrikaanse competitie. 
Eenendertig teams namen deel aan de eerste editie van de CAF Cup. Het Nigeriaanse Shooting Stars FC was de eerste club die de beker omhoog mocht houden, na het winnen van de finale tegen Villa SC uit Oeganda.
De Marokkaanse voetbalclub Raja Casablanca was de laatste ploeg die de CAF Cup wist te winnen, door in 2003 Cotonsport Garoua uit Kameroen met 2-0 te verslaan.
In 2004 werd de CAF Cup samengevoegd met de CAF Beker der Bekerwinnaars en kreeg ze de naam CAF Confederation Cup.

## Prijzenpot

### Sponsoring
In juli 2016 tekende de Franse oliemaatschappij Total S.A. een acht jarig contract met de Afrikaanse voetbalbond. Hierbij sponsort het Franse bedrijf tien van CAF's belangrijkste competities. Total S.A. trapte af als sponsor op de Africa Cup 2017, met als naam Total Africa Cup of Nations.

### Prijzengeld
Het prijzengeld dat wordt gedeeld tussen de acht beste ploegen is als volgt:
| Plaatsing            | Prijzengeld (US Dollars) | National Association Share 5% |
| -------------------- | ------------------------ | ----------------------------- |
| Winnaar              | $625.000                 | $35.000                       |
| Runner-up            | $432.000                 | $30.000                       |
| 2e plaats groepsfase | $239.000                 | $25.000                       |
| 3e plaats groepsfase | $239.000                 | $20.000                       |
| 4e plaats groepsfase | $150.000                 | $15.000                       |

## Resultaten

### Winnaars
| Club              | Aantal winst | Runners-up | Winnaar in:      | Runners-up in: |
| ----------------- | ------------ | ---------- | ---------------- | -------------- |
| CS Sfaxien        | 3            | 1          | 2007, 2008, 2013 | 2010           |
| ES Sahel          | 2            | 1          | 2006, 2015       | 2008           |
| TP Mazembe        | 2            | 1          | 2016, 2017       | 2013           |
| RS Berkane        | 2            | 1          | 2020, 2022       | 2019           |
| Raja Casablanca   | 2            | 0          | 2018, 2021       |                |
| FAR Rabat         | 1            | 1          | 2005             | 2006           |
| FUS Rabat         | 1            | 0          | 2010             |                |
| Maghreb Fez       | 1            | 0          | 2011             |                |
| Hearts of Oak     | 1            | 0          | 2004             |                |
| Stade Malien      | 1            | 0          | 2009             |                |
| AC Léopards       | 1            | 0          | 2012             |                |
| Al-Ahly           | 1            | 0          | 2014             |                |
| Al-Zamalek        | 1            | 0          | 2019             |                |
| USM Alger         | 1            | 0          | 2023             |                |
| Orlando Pirates   | 0            | 2          |                  | 2015, 2022     |
| Asante Kotoko     | 0            | 1          |                  | 2004           |
| Dolphin           | 0            | 1          |                  | 2005           |
| Al-Merreikh       | 0            | 1          |                  | 2007           |
| ES Sétif          | 0            | 1          |                  | 2009           |
| Club Africain     | 0            | 1          |                  | 2011           |
| Djoliba           | 0            | 1          |                  | 2012           |
| Séwé Sport        | 0            | 1          |                  | 2014           |
| MO Béjaïa         | 0            | 1          |                  | 2016           |
| Supersport United | 0            | 1          |                  | 2017           |
| AS Vita Club      | 0            | 1          |                  | 2018           |
| Pyramids          | 0            | 1          |                  | 2020           |
| JS Kabylie        | 0            | 1          |                  | 2021           |
| Young Africans SC | 0            | 1          |                  | 2023           |

### Overall deelnames bij land
| Land        | Winnaar | Tweede | Totaal |
| ----------- | ------- | ------ | ------ |
| Marokko     | 7       | 2      | 9      |
| Tunesië     | 5       | 3      | 8      |
| DR Congo    | 2       | 2      | 4      |
| Egypte      | 2       | 1      | 3      |
| Algerije    | 1       | 3      | 4      |
| Ghana       | 1       | 1      | 2      |
| Mali        | 1       | 1      | 2      |
| Congo       | 1       | 0      | 1      |
| Zuid-Afrika | 0       | 3      | 3      |
| Ivoorkust   | 0       | 1      | 1      |
| Nigeria     | 0       | 1      | 1      |
| Soedan      | 0       | 1      | 1      |
| Tanzania    | 0       | 1      | 1      |

### Winnaars bij regio
| Regio           | Winnaars | Titel     |
| --------------- | --- | --------- |
| Noord-Afrika    | CS Sfaxien (3), RS Berkane (2), Raja Casablanca (2), ES Sahel (2), FAR Rabat (1), FUS Rabat (1) Maghreb Fez (1), Al-Ahly (1), Al-Zamalek (1) | 15 titels |
| Centraal-Afrika | TP Mazembe (2), AC Léopards (1) | 3 titels  |
| West-Afrika     | Hearts of Oak (1), Stade Malien (1) | 2 titels  |
| Oost-Afrika     | | 0 titels  |
| Zuid-Afrika     | | 0 titels  |

2004 · 2005 · 2006 · 2007 · 2008 · 2009 · 2010 · 2011 · 2012 · 2013 · 2014 · 2015 · 2016 · 2017 · 2018 · 2018/19 · 2019/20 · 2020/21